# Леманн, Саша
Саша Леманн (нем. Sascha Lehmann; род. 1998, Бургдорф, Берн)- швейцарский спортсмен, специализирующийся в спортивном скалолазании, дисциплине лазание на трудность. Чемпион Европы 2020 года, серебряный и бронзовый призёр чемпионата Европы, победитель этапа Кубка мира.

## Биография
Саша Леманн родился в 1998 году в Бургдорфе. Выступает за швейцарский клуб Бургдорф (нем. Schweizer Alpen-Club Burgdorf).
Является победителем швейцарского кубка BSCC 2019 и 2020 годов. Победил на этапе Кубка мира в швейцарском Вилларе в лазании на трудность в 2019 году, а также стал четвёртым в том же году на этапе в Чунцине в боулдеринге.
Саша Леманн — бронзовый призёр чемпионата Европы 2019 года по скалолазанию в Эдинбурге в дисциплине лазание на трудность, уступив испанцу Альберту Хинесу Лопесу и чеху Адаму Ондра.
Он выиграл на чемпионате Европы по скалолазанию в Москве в 2020 году золотую медаль в лазании на трудность. На этом же чемпионате Европы разыгрывалась последняя европейская лицензия на Олимпиаду в Токио, и до последнего участника участника Леманн лидировал в многоборье, однако так как в этой дисциплине применяется формула подсчёта очков на основе умножения занятых мест, сдвинувший с первого на второе место и уже не претендовавший на медали израильтянин Юваль Шемла в последнем виде выиграл, тем самым «удвоив» количество очков швейцарца. В результате россиянин Алексей Рубцов, который до выступления Шемла был вторым, обменялся местами со швейцарцем и получил путёвку в Токио, а Леманн остался с серебряной медалью в многоборье.

## Награды

### Чемпионат Европы
- 2020 в Москве
  -  Золотая медаль в лазании на трудность
  -  Серебряная медаль в многоборье
- 2019 в Эдинбурге
  -  Бронзовая медаль в лазании на трудность